# Aheloi–Ravda–Nesebăr
Aheloi–Ravda–Nesebăr este o arie protejată (arie specială de conservare — SAC, sit de importanță comunitară — SCI) din Bulgaria întinsă pe o suprafață de 3.926,78 ha, integral pe uscat.

## Localizare
Centrul sitului Aheloi–Ravda–Nesebăr este situat la coordonatele 42°38′59″N 27°43′19″E / 42.6497°N 27.722°E.

## Înființare
Situl Aheloi–Ravda–Nesebăr a fost declarat sit de importanță comunitară în martie 2007 pentru a proteja 17 specii de animale. Situl a fost protejat și ca arie specială de conservare în iulie 2016.

## Biodiversitate
Situată în ecoregiunile Marea Neagră și marină a Mării Negre, aria protejată conține 16 habitate naturale: Estuare, Terase mlăștinoase și terase nisipoase neacoperite de apă la reflux, Golfuri mici largi și golfuri puțin adânci, Recifuri, Vegetație anuală la limita mareei, Dune mobile cu vegetație embrionară, Bancuri de nisip acoperite în permanență slab de apă marină, Dune mobile de-a lungul țărmului cu Ammophila arenaria („dune albe”), Dune de coastă fixe cu vegetație erbacee („dune gri”), Depresiuni intradunale umede, Lacuri eutrofice naturale cu vegetație de tip Magnopotamion sau Hydrocharition, Pajiști uscate seminaturale și facies de acoperire cu tufișuri pe substraturi calcaroase (Festuco-Brometalia) (* situri importante pentru orhidee), Pajiști umede mediteraneene cu ierburi înalte de Molinio-Holoschoenion, Liziere de ierburi înalte hidrofile de câmpie și de nivel montan până la alpin, Peșteri marine scufundate complet sau parțial, Galerii de Salix alba și de Populus alba.
La baza desemnării sitului se află mai multe specii protejate:
- amfibieni (2): buhai de baltă cu burta roșie (Bombina bombina), Triturus karelinii
- mamifere (5): vidră de râu (Lutra lutra), marsuin (Phocoena phocoena), popândău (Spermophilus citellus), delfin mare (Tursiops truncatus), dihor pătat (Vormela peregusna)
- nevertebrate (1): Coenagrion ornatum
- pești (4): scrumbie de dunăre (Alosa immaculata), rizeafcă (Alosa tanaica), zvârluga (Cobitis taenia), boarță (Rhodeus amarus)
- reptile (5): Elaphe sauromates, Elaphe situla, țestoasa de baltă (Emys orbicularis), Testudo graeca, țestoasă bănățeană (Testudo hermanni)

Pe lângă speciile protejate, pe teritoriul sitului au mai fost identificate 20 de specii de plante, 4 specii de amfibieni, 5 specii de mamifere, 11 specii de nevertebrate, 23 de specii de pești, 8 specii de reptile.